# Loïc van Zeebroek
Loïc van Zeebroek (Nazareth, 1994) is een Vlaams (Belgisch) beeldend kunstenaar.
Hij woont en werkt in Gent.

## Biografie
Na het behalen van een master in Beeldende Kunst aan de Sint-Lucasschool, koos hij ervoor om in de schilderkunst verder te gaan. Dit ondanks dat hij aanvankelijk regisseur wilde worden. 

## Artistieke stijl
Met zijn kunstwerken beoogt Van Zeebroek een vacuüm te creëren, een ruimte zonder externe druk. Ook is zijn streven een atmosfeer van rust en bezinning te ontwikkelen met zijn schilderkunst.

## Tentoonstellingen en prestaties
Werk van Van Zeebroek bevindt zich in de collecties van onder meer het Stedelijk Museum voor Actuele Kunst (SMAK), Museum van Deinze en de Leiestreek (Mudel) en het Nederlandse Museum Voorlinden.